# Франсиско-Леон (муниципалитет)
Франсиско-Леон (исп. Francisco León) — муниципалитет в Мексике, штат Чьяпас, с административным центром в посёлке Ривера-эль-Вьехо-Кармен. Численность населения, по данным переписи 2020 года, составила 7245 человек.

## Общие сведения
Название Francisco León дано в честь президента Мексики — Франсиско Леона де ла Барры
Площадь муниципалитета равна 210,1 км², что составляет 0,3 % от площади штата, а наиболее высоко расположенное поселение Эль-Гавилан, находится на высоте 864 метра.
Он граничит с другими муниципалитетами Чьяпаса: на севере с Остуаканом и Пичукалько, на востоке с Чапультенанго, на юго-востоке с Окотепеком, на юге с Копайналой, и на юго-западе с Текпатаном.
28 марта 1982 года произошло извержение вулкана Эль-Чичон, население муниципалитета эвакуировалось, а административный центр муниципалитета был полностью разрушен. В июне 1996 года административным центром был выбран посёлок Вьехо-Кармен-Тонапак.

## Учреждение и состав
Муниципалитет был образован 13 февраля 1944 года, по данным 2020 года в его состав входит 37 населённых пунктов, самые крупные из которых:
| Код INEGI                  | Населённый пункт                                                                                               | Численность населения (2005 год) | Численность населения (2010 год) | Численность населения (2020 год) |
| -------------------------- | --- | -------------------------------- | -------------------------------- | -------------------------------- |
| 033                        | Всего | 6454                             | 7000                             | 7245                             |
| 0013                       | Сан-Мигель-ла-Сардина (исп. San Miguel la Sardina) 17°17′44″ с. ш. 93°21′10″ з. д.                             | 1081                             | 1106                             | 1034                             |
| 0042                       | Ривера-эль-Вьехо-Кармен (исп. Rivera el Viejo Carmen) 17°17′09″ с. ш. 93°16′22″ з. д. (административный центр) | 526                              | 663                              | 807                              |
| 0007                       | Сан-Хосе-Маспак (исп. San José Maspac) 17°17′42″ с. ш. 93°18′39″ з. д.                                         | 653                              | 764                              | 756                              |
| 0017                       | Висенте-Герреро (исп. Vicente Guerrero) 17°17′29″ с. ш. 93°12′32″ з. д.                                        | 620                              | 678                              | 650                              |
| 0008                       | Наранхо (исп. Naranjo) 17°17′20″ с. ш. 93°13′18″ з. д.                                                         | 462                              | 510                              | 561                              |
| 0004                       | Асапак-Аматаль (исп. Azapac Amatal) 17°14′18″ с. ш. 93°18′43″ з. д.                                            | 544                              | 457                              | 456                              |
| —                          | Прочие | 2568                             | 2822                             | 2981                             |
| Названия на карте Генштаба | |                                  |                                  |                                  |

## Экономическая деятельность
По статистическим данным 2000 года, работоспособное население занято по секторам экономики в следующих пропорциях:
- сельское хозяйство, скотоводство и рыбная ловля — 87,6 %;
- промышленность и строительство — 4,7 %;
- торговля, сферы услуг и туризма — 5,7 %;
- безработные — 2 %.

## Инфраструктура
По статистическим данным 2020 года, инфраструктура развита следующим образом:
- электрификация: 98,3 %;
- водоснабжение: 72 %;
- водоотведение: 95,9 %.